# Tuerie de Setagaya
 (mars 2024).
 (juillet 2021).
La tuerie de Setagaya (japonais : 世田谷一家殺害事件) désigne l'assassinat non élucidé des quatre membres de la famille Miyazawa, survenu le soir du 30 décembre 2000 dans leur maison du quartier de Setagaya, à Tokyo.
Un homme inconnu, s'étant introduit dans le domicile de la famille, assassine brutalement Mikio et Yasuko Miyazawa, ainsi que leurs deux enfants, Niina (8 ans) et Rei (6 ans). Ce dernier est étranglé tandis que les autres victimes sont tuées à l'arme blanche. L'enquête révèle que le criminel serait ensuite resté plusieurs heures dans la maison, consommant la nourriture des victimes et utilisant même les toilettes.
Malgré les nombreuses preuves laissées par l'assassin, notamment des vêtements et de multiples traces d'ADN, l'identité de celui que les médias japonais ont surnommé l'homme sans visage reste inconnue à ce jour. L'enquête demeure néanmoins ouverte sous la conduite du Département de la Police métropolitaine de Tokyo.